# Sarcomeer

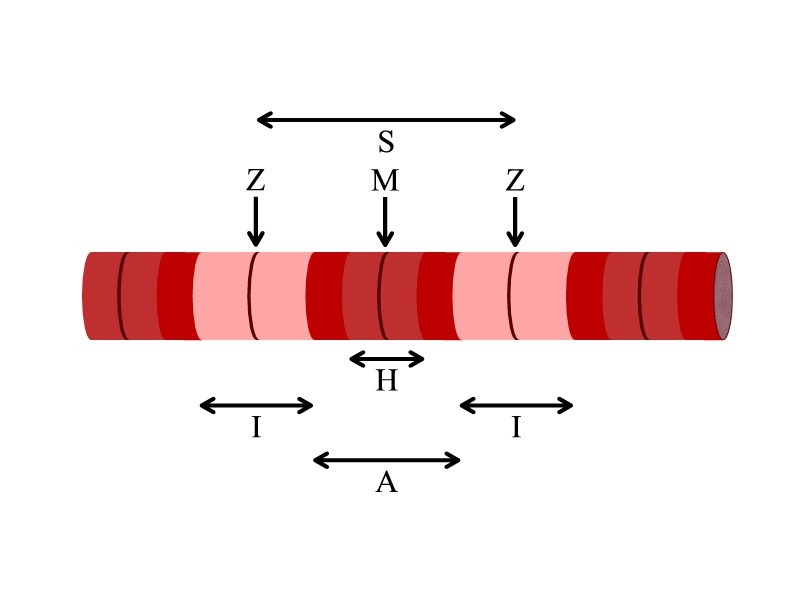
Schematische weergave van een sarcomeer met daarin de verschillende banden.

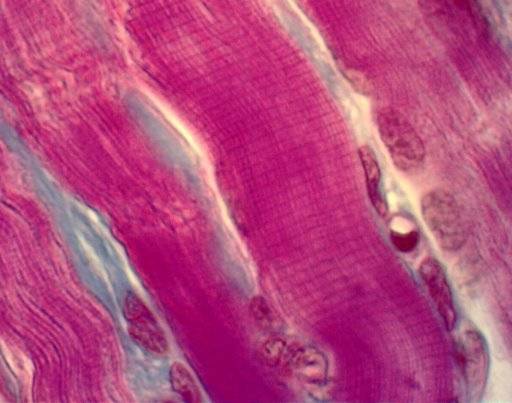
Lichtmicroscopische foto van een stukje dwarsgestreept spierweefsel, waarin de dwarse streping goed zichtbaar is. De ronde structuren zijn celkernen en een haarvat; grijs is bindweefsel.

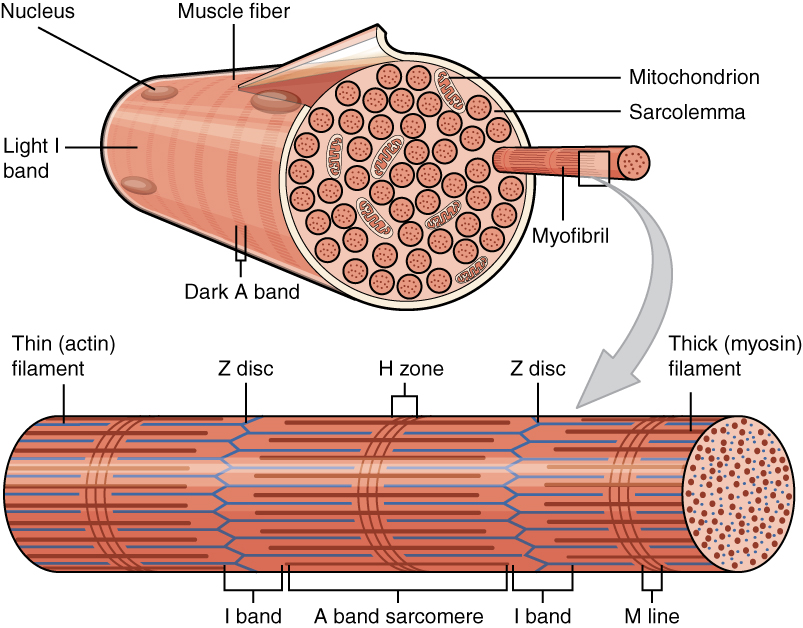
Overzichtsschema van de verschillende onderdelen van een spier.

Het sarcomeer of de contractiele eenheid is de kleinste zich herhalende structuur die dient voor het samentrekken ('contractie') van spierweefsel.
Een sarcomeer is een bundel van twee verschillende microfilamenten: de relatief dikke myosine-filamenten bestaande uit het eiwit myosine en de dunnere actine-filamenten bestaande uit actine, tropomyosine en troponine. De actine- en myosinefilamenten overlappen elkaar deels, en kunnen actief ten opzichte van elkaar verschoven worden: als de spier samengetrokken is, dan is de overlap maximaal, en als de spier ontspannen is, dan is de overlap het kleinst.

## Banden
Onder een lichtmicroscoop zijn in een skeletspier afwisselend lichte en donkere banden zichtbaar. De lichte banden worden I-banden genoemd en bestaan uit actine. Elke I-band wordt in tweeën gedeeld door een schijf van eiwitten, die de actinefilamenten bijeen houden. Deze schijf wordt de Z-lijn genoemd. De donkere banden worden A-banden genoemd en bestaan uit myosine. Deze worden bijeen gehouden in het midden, wat de M-lijn wordt genoemd.
De actinefilamenten overlappen gedeeltelijk de myosinefilamenten aan beide uiteinden van de A-band. Als de spier in rust is, zal dit niet helemaal tot het midden van de A-band zijn. Hierdoor is de A-band in het midden iets lichter dan aan de beide uiteinden. Dit lichtere deel van de A-band heet de H-band.
Een sarcomeer is het zich herhalende gedeelte van Z-lijn tot Z-lijn. Een lange keten van sarcomeren wordt een myofibril genoemd; een bundel van myofibrillen vormt op zijn beurt een spiervezel, en een bundel van spiervezels vormt - samen met onder andere pezen, bloedvaten, zenuwen en bindweefsel - een spier.

## Samentrekking
Het samentrekken van spieren vindt plaats in de A-band. Bij deze beweging bindt het myosine aan de actinefilamenten. Dit gebeurt door de vrijmaking van calciumionen uit het sarcoplasmatisch reticulum. Deze vrijzetting van Ca2+ is een direct gevolg van een actiepotentiaal die vanuit een zenuwuiteinde langs de T-tubulus naar het sarcoplasmatisch reticulum werd geleid. Eens de myosine en actinefilamenten aan elkaar zijn gebonden, zal de actine dichter naar de M-streep worden getrokken. Het gevolg is dat de myofibril samentrekt en de I-band kleiner wordt.